# Dźwignia (miesięcznik)
Dźwignia – miesięcznik artystyczno-literacki, wydawany w Warszawie od marca 1927 roku do lipca 1928 roku, redagowany przez Mieczysława Szczukę, od lipca 1927 roku przez Witolda Wandurskiego i Teresę Żarnowerównę.
Pismo związane z Komunistyczną Partią Polski (reprezentowaną w zespole przez Jana Hempla, pozostające pod wpływem radzieckiego ugrupowania literacko-artystycznego Nowyj Lef. Współpracownikami pisma byli m.in. Bruno Jasieński, Stanisław Ryszard Stande, Andrzej Stawar, Stanisław Wygodzki, Leopold Lewin, Władysław Broniewski.